# エゲリア溶岩円頂丘
エゲリア溶岩円頂丘（エゲリアようがんえんちょうきゅう、英: Egeria Farrum）は、金星の溶岩円頂丘である。
直径40km、名前はローマ神話の水のニュンペーエゲリアに由来する。